# Andreas Pic de Leopold

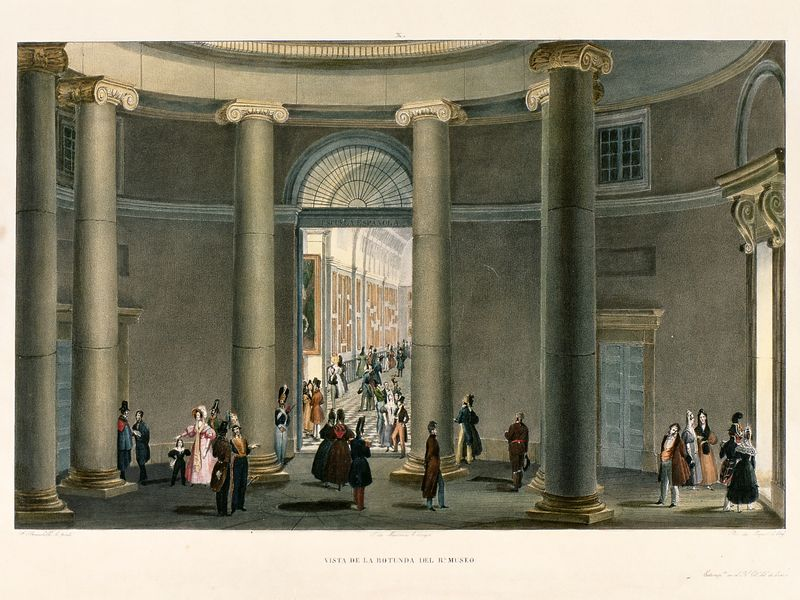
Vista de la rotonda del Real Museo, litografía. Inscripción: F. Brambila lo pintó - J. de Madrazo lo dirigió - Pic de Leopold lo litog.º. Colección de las vistas de los Reales Sitios, tomo III. Madrid.

Andreas Pic de Leopold (Lviv, 1789-Madrid, 1860) fue un pintor y litógrafo polaco activo en Madrid.

## Biografía
Según Manuel Ossorio y Bernard, siendo natural de Lemberg, en Polonia —actualmente Ucrania—, se formó en París donde fue «discípulo de los señores Berlín y Michallon», quizá los paisajistas Jean-Victor Bertin y su discípulo, prematuramente fallecido, Achille Etna Michallon. Llegó a Madrid en 1829 para trabajar en el Real Establecimiento Litográfico dirigido por José de Madrazo. Especializado en paisajes, participó en las dos empresas más notables promovidas por el real establecimiento: la Colección litográfica de los cuadros del rey de España el señor don Fernando VII y la Colección de vistas de los Reales Sitios litografiados por orden del rey de España. Para la primera, formada por 198 estampas reunidas en tres volúmenes editados entre 1829 y 1832, Pic de Leopold proporcionó, entre otras, las reproducciones a la aguatinta de La fuente de los tritones en el Jardín de la Isla de Aranjuez, con atribución a Diego Velázquez, La calle de la reina en Aranjuez de Juan Bautista Martínez del Mazo, Un puerto de mar de Jan Peeters, la Visión de san Huberto de Jan Brueghel el Viejo, la Fiesta aldeana de David Teniers el Viejo y un Paisaje que en aquel momento se atribuía a Murillo.
Para la Colección de las vistas del Rl. Sitio de San Lorenzo (parte de la Colección de vistas de los Reales Sitios), publicada por el Real Establecimiento Litográfico en 1832, litografió sobre pinturas de Fernando Brambila la Vista de la fachada de poniente y las vistas del monasterio desde la Cruz de la Horca, el interior del panteón real y el Patio de los Reyes, con la llegada bajo palio de Maximiliano príncipe elector de Sajonia.

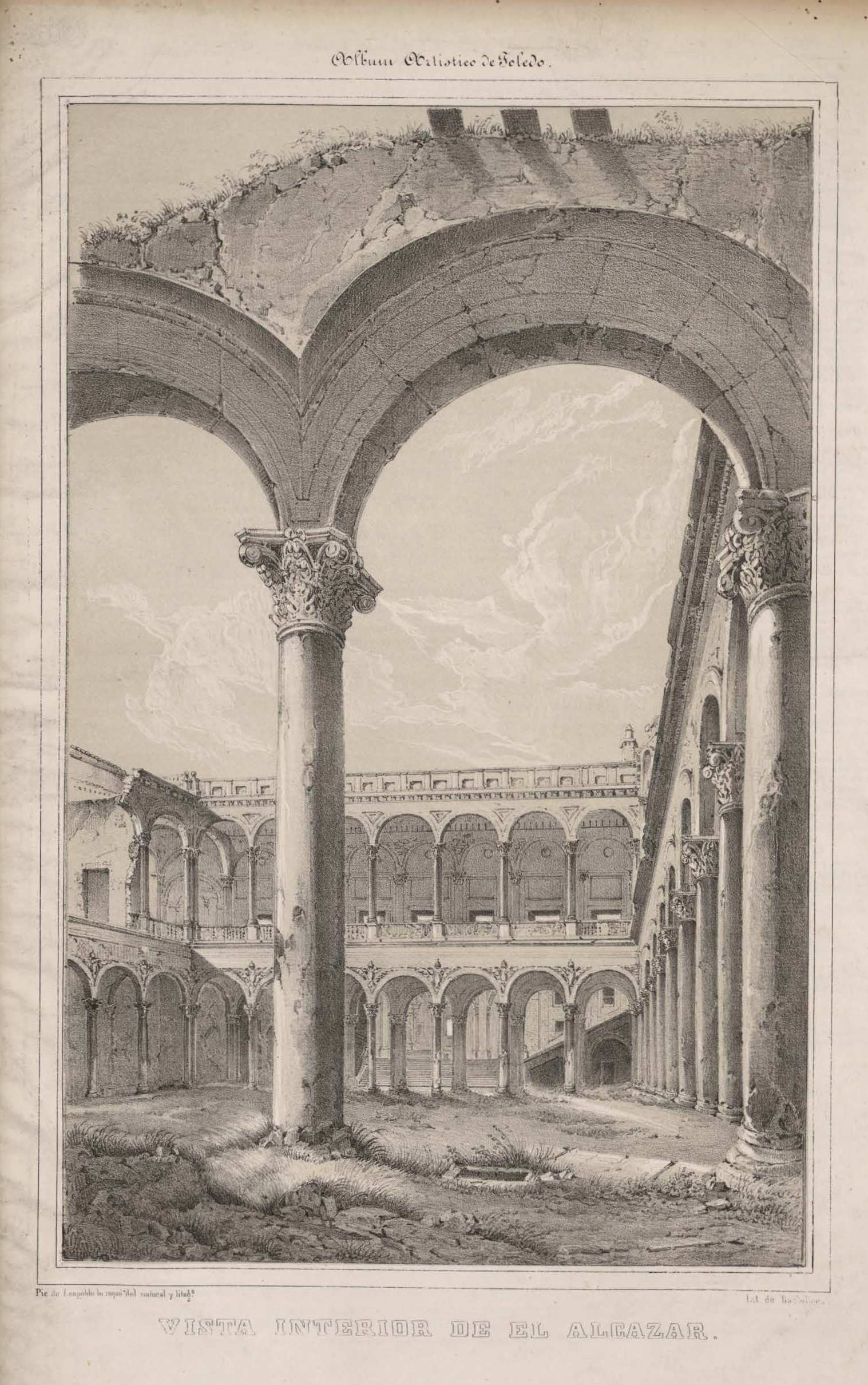
Interior del alcázar de Toledo en Álbum artístico de Toledo (1848) «Pic de Leopoldo lo copió del natural y litog.º»

Tras el cierre del Real Establecimiento, en 1836, Leopold permaneció en Madrid colaborando con los distintos talleres litográficos madrileños en la ilustración de libros como la Historia de Madrid de Amador de los Ríos, la Historia de la marina real española o el Estado Mayor del Ejército español de Pedro Chamorro. Por dibujos propios y de Luis Carlos Legrand tuvo también una participación destacada en el Álbum artístico de Toledo de Manuel de Assas y Ereño, impreso por Doroteo Bachiller en 1848. Menos conocida su pintura al óleo, Ossorio destacaba los dos paisajes que presentó en 1860 en la Exposición Nacional de Bellas Artes.